# Reiche Ebrach
Die Reiche Ebrach ist ein etwa 56 km langer linker und westlicher Zufluss der Regnitz in Franken. 
Es gibt in Franken die Reiche Ebrach, die Mittlere Ebrach, die Rauhe Ebrach und die Ebrach. Die Reiche Ebrach ist der längste der vier Ebrach-Zuflüsse.

## Geographie

### Verlauf

#### Quelle und Oberlauf
Die Reiche Ebrach entspringt an der steilen Westflanke des Steigerwalds, nordöstlich von Ebersbrunn, in der unterfränkischen Gemeinde Geiselwind. Die Quelle befindet sich auf dem 475 Meter hohen Katzenberg im nördlichen Bereich des Mittelgebirges auf einer Höhe von ca. 460 Metern. Nach der Quelle fließt das Gewässer, das bis dahin eher einem Graben ähnelt, den steilen Berg hinab, wo es nach kurzer Zeit den Ort Ebersbrunn durchquert. Von dort aus verläuft der Fluss weiter in südlicher Richtung. Er passiert immer wieder kleinere Weiher, die der Fluss mit Wasser befüllt. Danach verlässt die Reiche Ebrach den Regierungsbezirk Unterfranken für kurze Zeit in Richtung Oberfranken. In Füttersee ist die Reiche Ebrach aufgrund vieler kleinerer zugeflossener Gräben bereits ein großer Bach, der weiter in Richtung Süden verläuft. Nach ca. 15 km hat der Fluss bereits ca. 150 Höhenmeter verloren. Östlich des Ortes Geiselwind mündet die Ebrach in die Reiche Ebrach, die ihre Fließrichtung nach Osten ändert.

#### Mittellauf
Danach münden viele kleinere Bäche wie z. B. der Schweißbach aus nördlicher und der Lohmühlbach aus südlicher Richtung in die Reiche Ebrach. Nach ein paar weiteren Kilometern läuft der Fluss zwischen den Orten Aschbach und Heuchelheim hindurch. Etwa einen Kilometer vor dem Ort Rambach mündet der von Nordwesten kommende Sambach in die weiterhin in Richtung Osten fließende Reiche Ebrach. Anschließend durchquert der hier in zwei Arme geteilte Fluss die Stadt Schlüsselfeld und den mit ihr zusammengewachsenen Stadtteil Thüngfeld, die beide fast zur Gänze linksseits liegen. Etwas weiter abwärts mündet die Haslach von der anderen Seite. Auf der Höhe von Markt Wachenroth stößt von Nordwesten her kommend der Eckersbach hinzu. Zwischen den Orten Wachenroth und Mühlhausen münden der große Albach aus derselben Richtung und weitere kleinere Bäche und Gräben in den Fluss.

#### Unterlauf
Die Reiche Ebrach fließt anschließend in einer breiten Talaue mit wenig Gefälle zwischen vielen Wiesen und Äckern und wird dabei sowohl von Norden als auch von Süden her immer wieder von kleineren Gräben gespeist. Zwischen den Orten Steppach und Pommersfelden an beiden Talhängen mündet der Stöckleinsbach aus nordwestlicher Richtung in den Fluss. Danach fließt die Reiche Ebrach in nordöstlicher Richtung an den Orten Sambach und Wind vorbei. In der flacher werdenden Landschaft wird das Gefälle immer geringer und das Gewässer verliert an Geschwindigkeit, der Fluss verläuft dabei in teils sehr windungsreichen Mäandern. Es durchquert dabei die Orte Röbersdorf und Erlach. Zuletzt mündet die Reiche Ebrach bei Köttmannsdorf von links und nordwestwärts in die Regnitz.

### Einzugsgebiet

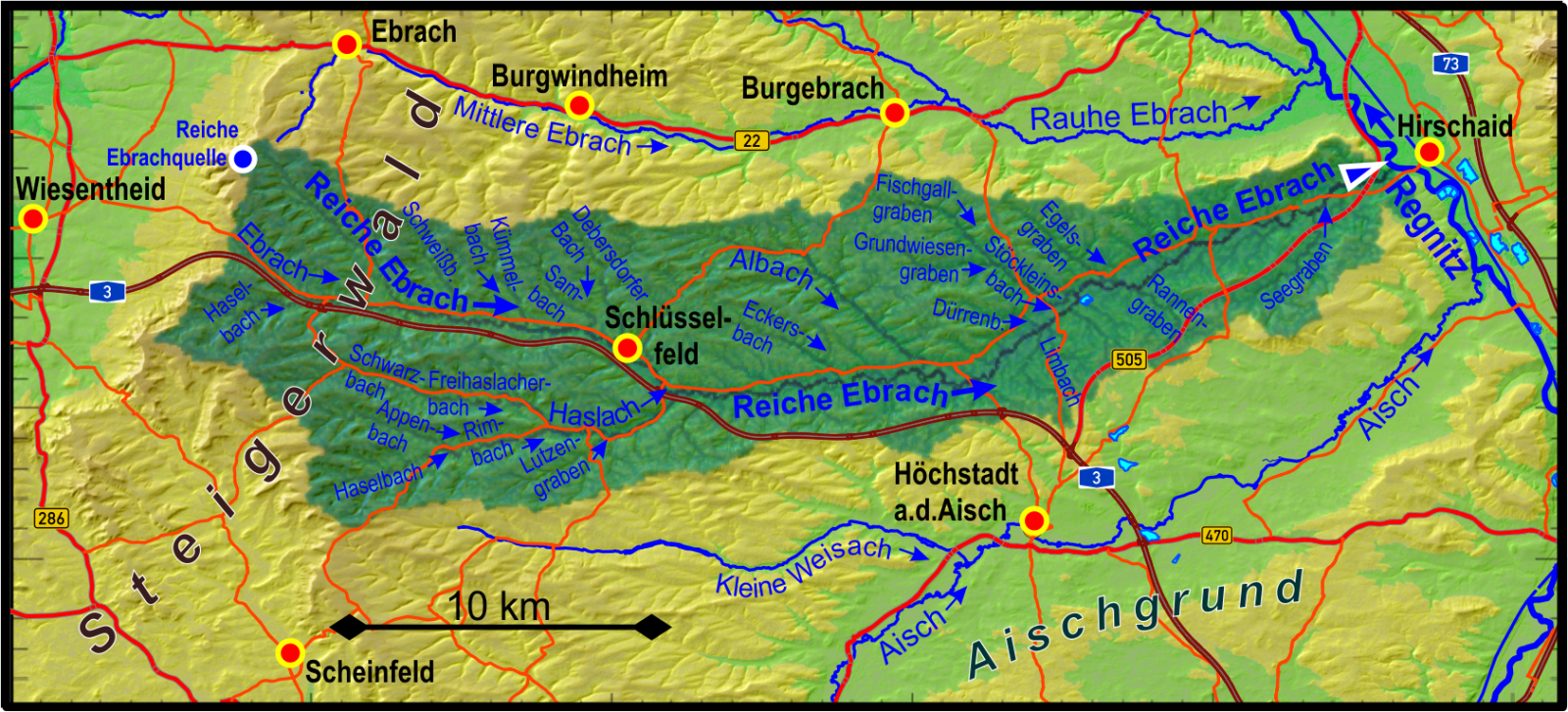
Einzugsgebiet der Reichen Ebrach

Das Einzugsgebiet der Reichen Ebrach mit einer Gesamtfläche von ca. 300 Quadratkilometern und einem Umfang von ca. 85 Kilometern wird im Norden durch die Wasserscheide zur Rauhen und Mittleren Ebrach und im Süden durch die zur Aisch begrenzt. 
Das Einzugsgebiet wird über die Regnitz, den Main und den Rhein zur Nordsee entwässert.

### Zuflüsse
Angegeben ist die jeweilige Länge und das Einzugsgebiet des jeweiligen Zuflusses sowie sein Mündungsort und seine Mündungshöhe. Die ersten zwei Werte wurden in der Regel abgemessen, nur in den vier Fällen der Zuflüsse mit vollständiger Gewässerkennzahl (GKZ), also ohne Fragezeichen am Ende, konnten dafür amtliche Angaben genutzt werden. 
| GKZ      | Name              | Lage   | Länge [in km] | EZG [in km²] | Mündungs- ort                     | Mündungs- höhe [m. ü. ŇHN] | Anmerkung |
| -------- | ----------------- | ------ | ------------- | ------------ | --------------------------------- | -------------------------- | --- |
| 24292-2  | Ebrach            | rechts | ca. 07,91     | ca. 21,33    | östlich von Geiselwind            | 317                        | Strang: Haselbach → Ebrach |
| 24292-3? | Schweißbach       | links  | ca. 03,70     | ca. 05,65    | östlich von Wasserberndorf        | 307                        | |
| 24292-3? | Kümmelbach        | links  | ca. 04,65     | ca. 05,26    | südlich von Aschbach              | 300                        | |
| 24292-3? | Sambach           | links  | ca. 03,61     | ca. 03,98    | vor Schlüsselfeld-Rambach         | 296                        | Strang: Leitzgrundbach → Sambach |
| 24292-3? | Debersdorfer Bach | links  | ca. 05,48     | ca. 09,72    | oberer Ortsrand von Schlüsselfeld | 293                        | |
| 24292-3? | Thüngbach         | links  | ca. 04,44     | ca. 05,17    | Schlüsselfeld                     | 292                        | in den linken Flussarm |
| 24292-3? | Reuthgraben       | links  | ca. 01,97     | ca. 01,70    | Thüngfeld                         | 290                        | in den linken Flussarm |
| 24292-4  | Haslach           | rechts | ca. 15,78     | ca. 55,64    | östlich von Schlüsselfeld         | 288                        | Strang: Schwarzbrunnenbach → Schwarzbach → Freihaslacher Bach → Haslach                                                                  |
| 24292-5? | Entengraben       | rechts | ca. 02,77     | ca. 03,43    | westlich von Elsendorf            | 286                        | |
| 24292-5? | Weidengraben      | links  | ca. 02,47     | ca. 02,20    | östlich von Elsendorf             | 283                        | |
| 24292-5? | Berggraben        | rechts | ca. 01,99     | ca. 02,86    | südlich von Wachenroth            | 279                        | |
| 24292-5? | Eckersbach        | links  | ca. 05,67     | ca. 08,82    | Wachenroth                        | 277                        | in einen kurzen linken Flussarm |
| 24292-5? | Siechgraben       | links  | ca. 01,75     | ca. 01,06    | östlich von Wachenroth            | 276                        | |
| 24292-5? | Vocksgraben       | rechts | ca. 02,18     | ca. 02,32    | nördlich von Weingartsgreuth      | 275                        | mitsamt dem Teileinzugsgebiet eines linken Auengrabens, der über einen Düker unter dem Fluss hindurch zugeführt wird, sogar ca. 2,99 km² |
| 24292-6  | Allbach           | links  | ca. 11,58     | ca. 24,79    | westlich von Mühlhausen           | 273                        | |
| 24292-7? | Stegwiesengraben  | rechts | ca. 02,50     | ca. 03,35    | östlich von Mühlhausen            | 270                        | |
| 24292-7? | Limbach           | rechts | ca. 01,99     |              | südlich von Stolzenroth           | 267                        | |
| 24292-7? | Dürrenbach        | links  | ca. 02,82     |              | gegenüber Pommersfelden           | 266                        | |
| 24292-8  | Stöckleinsbach    | links  | ca. 08,86     | ca. 19,65    | nördlich von Pommersfelden        | 265                        | Strang: Fuschgallengraben → Stöckleinsbach                                                                                               |
| 24292-9? | Egelsgraben       | links  | ca. 02,32     |              | westlich von Sambach              | 264                        | |
| 24292-9? | Rannengraben      | rechts | ca. 03,16     |              | südöstlich von Sambach            | 261                        | |
| 24292-9? | Erlenbach         | links  | ca. 01,39     |              | Wingersdorf                       | 260                        | |
| 24292-9? | Seegraben         | rechts | ca. 04,16     |              | östlich von Röbersdorf            | 250                        | |
| 24292-9? | Wildbach          | rechts | ca. 02,01     |              | westlich von Erlach               | 248                        | |
| 24292-9? | Ossigraben        | links  | ca. 01,78     | ca. 01,31    | westlich von Erlach               | 247                        | |

### Orte
Zwölf politische Gemeinden liegen mit mindestens einem Gemeindeteil im Reichen Ebrachgrund: Burgebrach, Mühlhausen, Oberscheinfeld, Pommersfelden, Schlüsselfeld, Wachenroth.
Von den insgesamt ca. 100 Gemeindeteilen gehören etwa
- die Hälfte zum Landkreis Bamberg im Regierungsbezirk Oberfranken,
- je ein Sechstel zu den Landkreisen Erlangen-Höchstadt und Neustadt-Bad Windsheim, beide im Regierungsbezirk Mittelfranken,
- ein weiteres Sechstel zum Landkreis Kitzingen im Regierungsbezirk Unterfranken.[6]

## Fauna
Zu dem Fließgewässer gehört auch der Mühlbach in Erlach mit einer Schonstrecke, in der das Fischen mit Fliegenrute und Fliege oder Streamer erlaubt ist. Der Fischbestand ist gut. Er ist eines der wenigen naturbelassenen Fließgewässer in Oberfranken.

### BayernAtlas („BA“)
Amtliche Online-Gewässerkarte mit passendem Ausschnitt und den hier benutzten Layern: Karte von Lauf und Einzugsgebiet der Reichen Ebrach

Allgemeiner Einstieg ohne Voreinstellungen und Layer: BayernAtlas der Bayerischen Staatsregierung (Hinweise)
1. ↑  Länge abgemessen auf dem Hintergrundlayer Amtliche Karte.
2. 1 2  Einzugsgebiet abgemessen auf dem Hintergrundlayer Amtliche Karte.
3. ↑  Höhe abgefragt auf dem Hintergrundlayer Amtliche Karte (Rechtsklick).

Gewässerverzeichnis Bayern („GV“)
1. ↑  Länge nach: Verzeichnis der Bach- und Flussgebiete in Bayern – Flussgebiet Main, Seite 58 des Bayerischen Landesamtes für Umwelt, Stand 2016 (PDF; 3,3 MB) (Seitenzahl kann sich ändern.)
2. ↑  Einzugsgebiet nach: Verzeichnis der Bach- und Flussgebiete in Bayern – Flussgebiet Main, Seite 58 des Bayerischen Landesamtes für Umwelt, Stand 2016 (PDF; 3,3 MB) (Seitenzahl kann sich ändern.)